# 周蘭 (清朝)
周兰，原名玉麒，字兰友，号伯荪，浙江仁和縣人。

## 生平
同治十二年（1873年）二甲第一名进士。選翰林院庶吉士，散館授编修。工書法，其隸書、篆書氣勢雄浑，為時人稱道。